# Алексеевка (Немировский район)
Алексе́евка (укр. Олексіївка) — село на Украине, находится в Немировском районе Винницкой области.
Код КОАТУУ — 0523087803. Население по переписи 2001 года составляет 106 человек. Почтовый индекс — 22846. Телефонный код — 4331.
Занимает площадь 0,39 км².

## Адрес местного совета
22846, Винницкая область, Немировский р-н, с. Соколец